# Technische Hochschule Rosenheim
Koordinaten: 47° 52′ 1,4″ N, 12° 6′ 29,6″ O
Die Technische Hochschule Rosenheim (kurz TH Rosenheim) ist eine Hochschule für angewandte Wissenschaften und wurde am 1. August 1971 als Fachhochschule Rosenheim gegründet. Sie ist vor allem durch ihre Fakultät für Holztechnik und Bau bekannt. Die Technische Hochschule Rosenheim bietet über 40 Studiengängen der Fachrichtungen Wirtschaft, Technik, Gestaltung, Gesundheit und Soziales für über 6.000 Studierende.

## Geschichte
Vorläufer der Hochschule war das private Holztechnikum, das 1925 unter anderem vom Rosenheimer Sägewerksbesitzer Hugo Laue (1869–1956) am Max-Josephs-Platz 20 gegründet worden war. Im Mai 1925 hatte die Schule 22 Schüler, den Abendkurs für Meister und Gehilfen besuchten 12 Personen. 1943 wurde die Hochschule verstaatlicht.
1950 wurden das Holzwirtschaftsstudium und der Lehrgang Sägewerkstechnik eingeführt. Im Jahr darauf erfolgte die Umbenennung in Staatliches Holztechnikum Rosenheim / Staatliche Ingenieurschule. Ein Ingenieurstudium über sechs Semester wurde 1953 eingeführt. 1958 wurden Übungs- und Versuchsanlagen am Standort der heutigen Hochschule erbaut. Ein neuer Schwerpunkt kam 1967 mit der Kunststoffverarbeitung hinzu.
1969 wurde ein neues Studiengebäude in der Marienberger Straße errichtet. Im Jahr darauf wurde die höhere Wirtschaftsschule eröffnet. 1971 wurden mit Inkrafttreten des Bayerischen Fachhochschulgesetzes die bisherigen Schulen und Studiengänge zur Staatlichen Fachhochschule Rosenheim mit den Fachbereichen Allgemeinwissenschaften, Betriebswirtschaft, Holztechnik und Kunststofftechnik zusammengefasst. Die Einführung weiterer Studiengänge folgte:
- Innenarchitektur 1973
- Wirtschaftsingenieurwesen 1975
- Informatik 1986

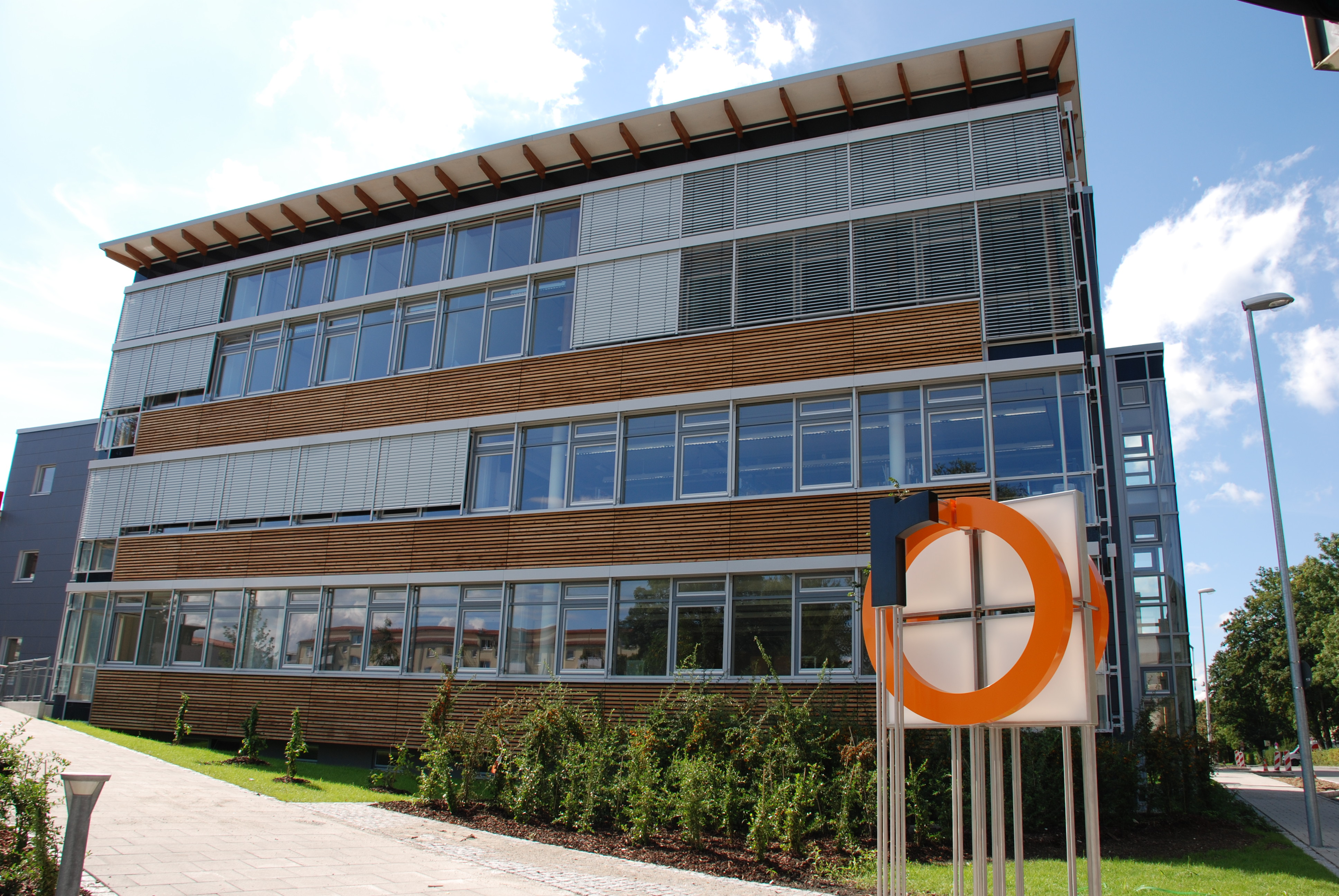
Logo vor dem S-Bau der Technischen Hochschule Rosenheim

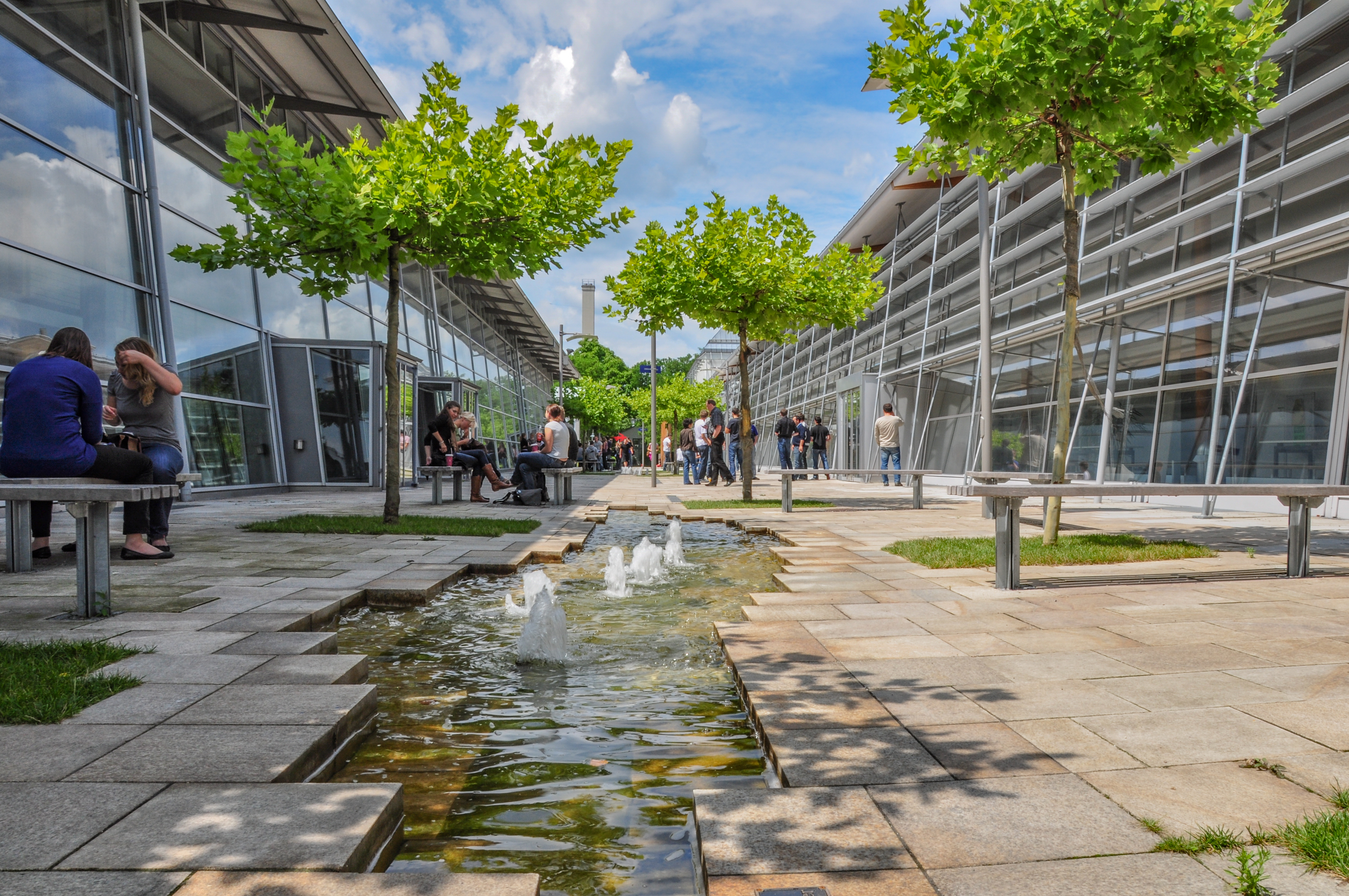
Panorama zwischen R- und S-Bau an der Technischen Hochschule Rosenheim.

- Elektro- und Informationstechnik (ehem. Elektrotechnik) 1995
- Holzbau und Ausbau 1996
- Wirtschaftsingenieurwesen Master 2003
- Innenausbau 2004
- Informatik Master 2004
- Innenausbau und Möbeldesign Master 2007
- Management und Führungskompetenz Master 2008
- Mechatronik 2008
- Wirtschaftsinformatik 2008
- Fenster und Fassade Master 2008
- Wirtschaftsingenieurwesen Master 2009
- Energie- und Gebäudetechnologie 2010
- Wirtschaftsmathematik – Aktuarwissenschaften 2010
- International Management (ehem. Führung und Internationalisierung mittelständischer Unternehmen) 2010
- Management in der Gesundheitswirtschaft 2012
- Holzbau und Energieeffizienz Master (ehem. Holzbau für Architekten) 2012
- Physiotherapie 2012
- Elektro- und Informationstechnik Master 2012
- Angewandte Forschung und Entwicklung Master 2013
- Holztechnik Master 2013
- Betriebswirtschaft (berufsbegleitend) 2014
- Ingenieurwissenschaften Master 2014
- Maschinenbau (berufsbegleitend) 2014
- Maschinenbau (ehem. Produktionstechnik) 2014
- Mechatronik Master (berufsbegleitend) 2014
- Pflegewissenschaft (Dual) (ehem. Pflege) 2015
- Wirtschaftsingenieurwesen (weiterbildend) Master 2015
- Betriebswirtschaft Standort Burghausen 2016
- Chemieingenieurwesen 2016
- Pädagogik der Kindheit 2016
- Soziale Arbeit 2017
- Gebäudephysik Master 2018
- Architektur 2018
- Prozessautomatisierungstechnik (ehem. Chemtronik) 2019
- Bauingenieurwesen 2019
- Angewandte Psychologie 2019
- Umwelttechnologie 2020
- Ingenieurpädagogik 2020
- Unternehmensführung für Gesundheitsberufe 2020
- Medizintechnik 2021
- Applied Artificial Intelligence 2021
- Circular Economy 2021
- E-Commerce 2022
- Hydrogentechnology 2022
- Nachhaltige Polymertechnik 2022
- International Bachelor of Engineering 2023
- Immobilien- und Facility Management 2024
- Data Analytics and Statistical Learning 2025
- Materials Engineering 2025

Im Jahr 2003 benannte die Stadt Rosenheim die anliegende Straße Am Scharn in Hochschulstraße um.
Mit dem Fahrplanwechsel ging am 9. Dezember 2012 der neue Hochschul-Haltepunkt an der Bahnstrecke Rosenheim–Mühldorf in Betrieb.
Ein Team der Hochschule belegte beim Solar Decathlon Europe 2010 den zweiten Platz. Im Rahmen der Exzellenzinitiative 2012 wurde die Hochschule Rosenheim als Partner der Technischen Universität München durch ihre zukunftsweisende Zusammenarbeit in Bereichen Holztechnik, Holzbau und Energieeffizienz ausgezeichnet.
Zum Wintersemester 2014/15 wurde der Campus Mühldorf am Inn mit dem ersten Studiengang Maschinenbau eröffnet. Mittlerweile werden fünf Studiengänge an diesem Campus angeboten. Zum Wintersemester 2016/17 wurde der Campus Burghausen eröffnet. Dort bietet die Hochschule mittlerweile vier Bachelorstudiengänge an. Seit Herbst 2019 finden Seminare der Technischen Hochschule Rosenheim am Campus Chiemgau statt.
Am 18. April 2018 gab Ministerpräsident Markus Söder bekannt, dass die Hochschule Rosenheim zur Technischen Hochschule aufgewertet wird. Diese Änderung wurde zum Start des Wintersemesters 2018/2019 vollzogen. Die Hochschule besitzt weiterhin den Status einer Fachhochschule.

## Logo

Ehemaliges Logo
Aktuelles Logo

## Leitung
- 1965–1972: Josef Gefahrt
- 1972–1986: Josef Meister
- 1986–2002: Hans Zang
- 2002–2009: Alfred Leidig
- seit 2009: Heinrich Köster

## Fakultäten und Studiengänge

### Fakultät für Angewandte Gesundheits- und Sozialwissenschaften
- Bachelorstudiengang Management in der Gesundheitswirtschaft
- Bachelorstudiengang Physiotherapie
- Bachelorstudiengang Pflegewissenschaft (dual)
- Bachelorstudiengang Unternehmensführung für Gesundheitsberufe (berufsbegleitend)
- Masterstudiengang Versorgungsforschung und -management

### Fakultät für Angewandte Natur- und Geisteswissenschaften
- Bachelorstudiengang Data Analytics and Statistical Learning
- Bachelorstudiengang Energie- und Gebäudetechnologie (Studienschwerpunkte: Energietechnik, Bauphysik und Gebäudetechnik)
- Bachelorstudiengang Wirtschaftsmathematik-Aktuarwissenschaften
- Masterstudiengang Gebäudephysik

### Fakultät für Betriebswirtschaft
- Bachelorstudiengang Betriebswirtschaft
- Bachelorstudiengang Betriebswirtschaft (berufsbegleitend)
- Masterstudiengang International Management

### Fakultät für Holztechnik und Bau
- Bachelorstudiengang Bauingenieurwesen
- Bachelorstudiengang Holzbau und Ausbau
- Bachelorstudiengang Holztechnik
- Bachelorstudiengang Ingenieurpädagogik
- Bachelorstudiengang Innenausbau
- International Bachelor of Wood Technology (deutsch und englisch)
- Masterstudiengang Bauingenieurwesen
- Masterstudiengang Holzbau und Energieeffizienz (berufsbegleitend) (bis SS 2015 Holzbau für Architekten)
- Masterstudiengang Holztechnik

### Fakultät für Ingenieurwissenschaften
- Bachelorstudiengang Elektro- und Informationstechnik
- Bachelorstudiengang International Bachelor of Engineering
- Bachelorstudiengang Kunststofftechnik
- Bachelorstudiengang Materials Engineering
- Bachelorstudiengang Mechatronik
- Bachelorstudiengang Maschinenbau
- Bachelorstudiengang Maschinenbau (berufsbegleitend)
- Bachelorstudiengang Medizintechnik
- Bachelorstudiengang Nachhaltige Polymertechnik
- Masterstudiengang Angewandte Forschung und Entwicklung
- Masterstudiengang Ingenieurwissenschaften[12]

Galerie des R-Baus

### Fakultät für Informatik
- Bachelorstudiengang Informatik
- Bachelorstudiengang Wirtschaftsinformatik
- Bachelorstudiengang Applied Artificial Intelligence (engl.)
- Masterstudiengang Informatik

### Fakultät für Innenarchitektur, Architektur und Design
- Bachelorstudiengang Innenarchitektur
- Bachelorstudiengang Architektur
- Masterstudiengang Innenarchitektur und Möbeldesign

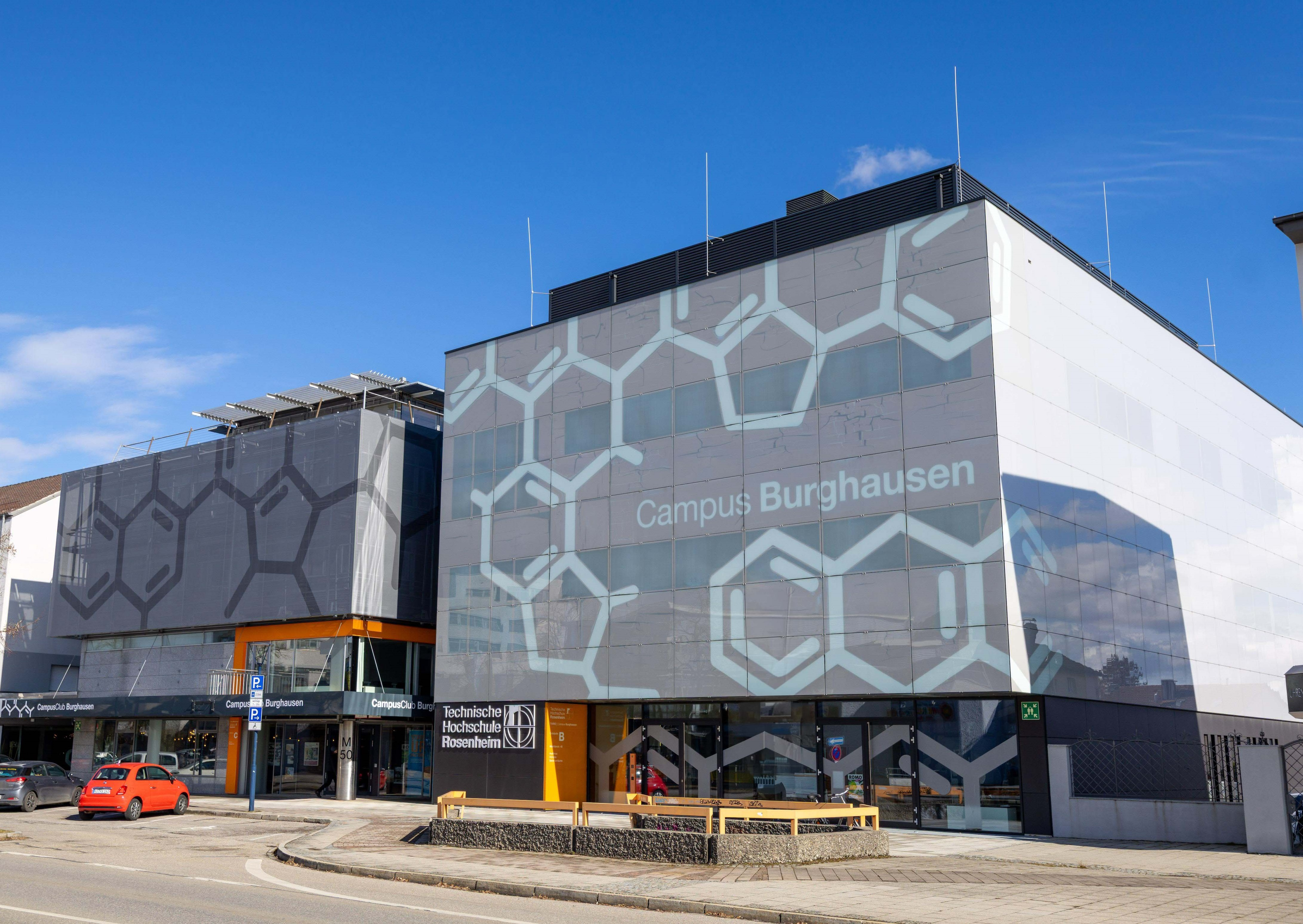
Außenaufnahme des Campus Burghausen der Technischen Hochschule Rosenheim.

### Fakultät für Wirtschaftsingenieurwesen
- Bachelorstudiengang Advanced Industrial Engineering
- Bachelorstudiengang Immobilien- und Facility Management
- Bachelorstudiengang Wirtschaftsingenieurwesen
  - Studienschwerpunkte: Industrielle Technik, Logistik, Technischer Vertrieb, Rohstoff- und Energiemanagement
- Masterstudiengang Wirtschaftsingenieurwesen

### Fakultät für Chemische Technologie und Wirtschaft – Campus Burghausen
- Bachelorstudiengang Betriebswirtschaft
- Bachelorstudiengang Betriebswirtschaft und Management (berufsbegleitend)
- Bachelorstudiengang Chemieingenieurwesen
- Bachelorstudiengang Prozessautomatisierungstechnik
- Bachelorstudiengang Umwelttechnologie
- Masterstudiengang Angewandte Forschung und Entwicklung in den Ingenieurwissenschaften
- Masterstudiengang Circular Economy (berufsbegleitend)
- Masterstudiengang Hydrogen Technology

### Fakultät für Sozialwissenschaften – Campus Mühldorf am Inn
- Bachelorstudiengang Angewandte Psychologie
- Bachelorstudiengang Pädagogik der Kindheit
- Bachelorstudiengang Soziale Arbeit

### Campus Chiemgau in Traunstein
- Bachelorstudiengang E-Commerce
- Bachelorstudiengang Maschinenbau (berufsbegleitend)
- Masterstudiengang Advanced Industrial Engineering

### Academy for Professionals
- Bachelorstudiengang Betriebswirtschaft
- Bachelorstudiengang Maschinenbau
- Bachelorstudiengang Unternehmensführung für Gesundheitsberufe
- Masterstudiengang Circular Economy
- Masterstudiengang Fenster und Fassade
- Masterstudiengang Holzbau und Energieeffizienz
- Masterstudiengang Management und Führungskompetenz
- Masterstudiengang Wirtschaftsingenieurwesen

## Persönlichkeiten

### Alumni
- Marc-André Houmard (1928–2014), Schweizer Politiker (FDP)
- Ralf Speth (* 1955), Industriemanager
- Bärbel Kofler (* 1967), Politikerin (SPD), 1991 Informatikerin
- Gerda Stauner (* 1973), Schriftstellerin

### Professoren
(Quelle: )
- Peter Biedermann (1926), Architekt und Hochschullehrer
- Peter Buddeberg (1927–2011), Architekt und Hochschullehrer
- Peter Seifert (* 1936), Architekt und Hochschullehrer

## Einrichtungen

### Zentrum für Weiterbildung
Das Zentrum für Weiterbildung stellt ein breites Spektrum an berufsbegleitender Weiterbildung zur Verfügung, darunter 3 Bachelor- und 6 Masterstudiengänge sowie 12 Zertifikatsprogramme in den Bereichen Wirtschaft und Management sowie Ingenieurwesen.

### Bibliothek
In allen drei Zweigstellen der TH Rosenheim gibt es Bibliotheken, die größte ist die „Rosenheimer Bibliothek“. Diese ist für die Öffentlichkeit zugänglich. Das Angebot orientiert sich an hochschulrelevanten Themen und umfasst: Bücher, E-Books, E-Journals, Printmedien, Fachdatenbanken und Standards. Führungen und Schulungen zur Literaturrecherche erweitern das Angebot der Bibliothek. Zahlreiche Arbeitsplätze schaffen eine konzentrierte Lernatmosphäre. Schließfächer stehen ebenfalls zur Verfügung.

### Energiezukunft Rosenheim (ezro)
Die 2012 gegründete Energiezukunft Rosenheim (ezro) ist ein Zusammenschluss der Stadt und des Landkreises Rosenheim, der Technischen Hochschule Rosenheim und öffentlicher, privater und gewerblicher Akteure. Die Initiative ist in den Bereichen Landwirtschaft, Kommunen, E-Mobilität, Energie und Bürgerinitiativen, Gebäude und Gewerbe aktiv. Ezro verleiht jährlich den Energie-Zukunftspreis für innovative Sanierungs- oder Neubaumaßnahmen im regionalen privaten Wohnungsbau.

### Familienbüro
Die TH Rosenheim verfügt über ein Familienbüro. Dieses Büro bietet Unterstützung beim Studium, beim Studium mit Kind, bei der Pflege von Angehörigen und beim Thema Beruf und Familie.

### Hochschulsport
Für die Studierenden und Mitarbeitenden der TH Rosenheim gibt es ein umfangreiches Angebot im Hochschulsport, das jedes Semester neu zusammengestellt wird. Derzeit bietet die Hochschule Lehrveranstaltungen in über 30 verschiedenen Disziplinen und Sportarten an. Auch die TH Rosenheim selbst nimmt mit eigenen Mannschaften an Meisterschaften und Turnieren teil. So belegte beispielsweise die Fußballmannschaft der Männer den zweiten Platz beim Bayerischen Hochschulpokal 2019. Bei den Bayerischen Hochschulwintermeisterschaften 2019 belegten die Mitarbeiter den ersten Platz in der Kategorie Ski Alpin und den zweiten Platz in der Kategorie Schießen.

### Mensa
Im Hauptgebäude der TH Rosenheim betreibt das Studentenwerk München die Mensa – das so genannte Stu Bistro. Im Sommer ist auch der Cafeteriagarten geöffnet. Neben Frühstücks- und Mittagsmenüs gibt es eine Salatbar, Obst und Snacks, Süßigkeiten und Getränke. An der Espressobar in der Cafeteria gibt es Kaffee und andere Getränke sowie Snacks. Auf dem Campus gibt es auch mehrere Snack- und Getränkeautomaten. Die Bezahlung erfolgt bargeldlos mit der Student Card.

### Rosenheims meteorologische Besonderheiten (RO-BERTA)
Das Projekt RO-BERTA (ROsenheims meteorologische BEsonderheiten: Eine Regelungs-Technische Aufgabe) wurde 2010 gestartet mit dem Ziel einer effektiven Gestaltung des Hagelabwehrfluges durch optimale Aufbereitung der Wetterdaten in Echtzeit.

### Rosenheimer Center for Entrepreneurship (ROCkET)
Das ROCkET wurde 2020 gegründet und begleitet angehende Unternehmerinnen und Unternehmer auf ihrem Weg in die Selbstständigkeit. Es bietet eine breite Palette an Unterstützung – von der Vermittlung von unternehmerischem Denken und Handeln über Startup-Coaching und Förder- und Finanzierungsberatung bis hin zu Netzwerkmöglichkeiten und Mentoring. ROCkET arbeitet mit verschiedenen akademischen Einrichtungen und Partnern aus der Wirtschaft zusammen und unterstützt bei der Förderung durch das BMWK und exist.

### Rosenheimer Technologiezentrum für Energie und Gebäude (roteg)
Im Juli 2016 wurde auf einer Fläche von 800 m² ein Forschungszentrum für Energie-, Solar- und Gebäudetechnologie errichtet: Das Rosenheimer Technologiezentrum für Energie & Gebäude (roteg). Ein Sonderförderprogramm des Ministeriums ermöglichte die Ausstattung der Labore und Versuchsaufbauten für Forschung an modernen Geräten. Die zur Verfügung stehende Laborfläche wird sowohl für Forschungsarbeiten, als auch für die Lehre genutzt. Besonders Studierende des Studiengangs Energie- und Gebäudetechnologie profitieren von der Ausstattung und den Möglichkeiten des Forschungszentrums.

### Sternwarte Rosenheim
Die Sternwarte an der TH Rosenheim wurde in den 1980er und 1990er Jahren von Aribert Nieswandt gebaut. Die Sternwarte wurde und wird auch für die Ausbildung der Studierenden genutzt. Darüber hinaus finden regelmäßig öffentliche Führungen und Vorträge statt.

### Wirtschaftskolloquium Oberbayern (wiko)
Unter dem Motto „Wir schaffen Zukunft“ haben sich acht Wirtschaftsverbände und Organisationen aus der Region Rosenheim zur Initiative „Wirtschaftskolloquium Oberbayern“ zusammengeschlossen. Ziel der Kooperationspartner ist es, gemeinsam Impulse an Wirtschaft und Gesellschaft zu geben und verbandsübergreifende Netzwerke zu gestalten. Die Initiative bietet ihren Mitgliedern zudem eine öffentlichkeitswirksame Plattform und ermöglicht den Austausch untereinander.

## Auszeichnungen
Ein Team der Hochschule belegte den zweiten Platz beim Solar Decathlon Europe 2010 in Madrid. Dafür entwickelten die Studierenden ein energieautarkes Wohngebäude. Im Rahmen der Exzellenzinitiative 2012 wurde die Technische Hochschule Rosenheim als Partner der Technischen Universität München für ihre wegweisende Zusammenarbeit in den Bereichen Holztechnologie, Holzbau und Energieeffizienz ausgezeichnet.
Im Jahr 2014 gewann die Fachhochschule Rosenheim mit RO-BERTA den European Satellite Navigation Competition (ESNC), den größten internationalen Ideenwettbewerb auf dem Gebiet der Satellitennavigation. Die Hochschule setzte sich gegen mehr als 50 Hochschulen und Institutionen weltweit durch.